# Поліція Чикаго
«Поліція Чикаго» (англ. Chicago P.D.) — американський драматичний телесеріал, створений Дереком Хаасом і Майклом Брандтом, який є спін-офом шоу «Пожежники Чикаго».
NBC оголосив про розробку серіалу 27 березня 2013 року, а його персонажі були введені в оригінальний серіал «Пожежники Чикаго» ближче до кінця сезону. 10 травня канал дав йому зелене світло і включив шоу в свій графік на сезон 2013—2014 років. Серіал також є частиною всесвіту серіалу «Закон і порядок: Спеціальний корпус», з яким має кросовер, в якому задіяні Ice-T і Келлі Гіддіш. Прем'єра серіалу відбулася 8 січня 2014 року на каналі NBC. Після показу пілотного епізоду, 8 січня 2014 року серіал був продовжений на другий сезон, який стартував 25 вересня 2014 року. 5 лютого 2015 року серіал був продовжений на третій сезон. В лютому 2020 року серіал було продовжено на три сезони. В квітні 2023 року телесеріал було продовжено на одинадцятий сезон. Прем'єра одинацятого сезону відбудеться 17 січня 2024 року.

## Сюжет
Серіал розповідає про роботу поліцейського департаменту міста Чикаго, а зокрема про дві команди, покликання яких охороняти закон і порядок, але при цьому наділені абсолютно різними повноваженнями. Злочини у мегаполісі відбуваються кожен день, і серед них виявляються дуже заплутані і складні справи, впоратися з якими можуть тільки справжні професіонали. Цими професіоналами і є члени обох команд, кожен з яких виконує певні обов'язки, допомагаючи своїм колегам. Завдяки їх навичкам і вмінням, а також досить нестандартним рішенням, поліції вдається затримувати небезпечних і винахідливих злочинців, які в підсумку отримують заслужене покарання…

## У ролях
| Актор              | Персонаж          | Посада   | Сезон        |
| Актор              | Персонаж          | Посада   | 1            |
| ------------------ | ----------------- | -------- | ------------ |
| Джейсон Бех        | Генрі «Генк» Войт | сержант  | Головна роль |
| Джон Седа          | Антоніо Доусон    | детектив | Головна роль |
| Софія Буш          | Ерін Ліндсей      | детектив | Головна роль |
| Джессі Лі Соффер   | Джей Халстед      | детектив | Головна роль |
| Патрік Джон Флугер | Адам Рузек        | офіцер   | Головна роль |
| Маріна Скверчаті   | Кім Берджесс      | офіцер   | Головна роль |
| Ларойс Хоукінс     | Кевін Етвотер     | офіцер   | Головна роль |
| Арчі Као           | Шелдон Джин       | детектив | Головна роль |
| Еліас Котеас       | Елвін Олінскі     | детектив | Головна роль |

## Список епізодів
| Сезон | Сезон | Епізоди | Перший показ      | Перший показ   |
| Сезон | Сезон | Епізоди | Прем'єра          | Фінал          |
| ----- | ----- | ------- | ----------------- | -------------- |
|       | 1     | 15      | 8 січня 2014      | 21 травня 2014 |
|       | 2     | 23      | 24 вересня 2014   | 20 травня 2015 |
|       | 3     | 23      | 30 вересня 2015   | 25 травня 2016 |
|       | 4     | 23      | 21 вересня 2016   | 17 травня 2017 |
|       | 5     | 22      | 27 вересня 2017   | 9 травня 2018  |
|       | 6     | 22      | 26 вересня 2018   | 22 травня 2019 |
|       | 7     | 22      | 25 вересня 2019   | 15 квітня 2020 |
|       | 8     | 16      | 11 листопада 2020 | 26 травня 2021 |